# Рубинштейн, Исаак
Исаак Рубинштейн (1888, Дотнува, Жмудь (ныне (Кедайнский район, Литва)— 1945, США) — главный раввин Вильно (1928—1940), польский государственный и общественный деятель, министр в первом правительстве независимой Литвы, польский парламентарий периода Польской Республики (1918—1939), депутат Сейма Польши и сенатор (1922—1927, 1928—1930 и 1938—1939).
Изучал право и богословие. В 1906 году рукоположён.
Во время Первой мировой войны и оккупации немцами Литвы был президентом Еврейского Центрального Комитета. В первом правительстве Аугустинаса Вольдемараса (11 ноября 1918-26 декабря 1918 года) занимал пост министра по делам евреев.
В 1928—1940 годах — главный раввин Вильно (Польша). Был президентом ортодоксально-сионистской организации Мизрахи Восточных приграничных районов. Активный член Всемирной сионистской организации.
В 1928 году был избран сенатором от Белостока по списку блока национальных меньшинств.
После ввода советских войск в Вильно в 1940 году покинул Литву и эмигрировал в США, где и умер.